# فيكتون
فيكتون ( (بالكورية: 빅톤) ؛ بالإنجليزية VICTON ، وهو اختصار لـ Voice to New World أو صوت للعالم الجديد) هي فرقة فتيان كورية جنوبية تم تشكيلها في عام 2016. تتكون من سبعة أعضاء: هان سيونغ وو و كانغ سيونغ سيك و هيو تشان و ليم سيجون و دو هان سي و تشوي بيونغ تشان و جونغ سو بين. ظهرت الفرقة لأول مرة في 9 نوفمبر 2016 بألبوم صوت إلى العالم الجديد

## أعضاء الفرقة
- هان سونغ وو ( (بالكورية: 한승우) )
- كانغ سيونغ سيك ( (بالكورية: 강승식) )
- هيو تشان ( (بالكورية: 허찬) )
- ليم سي جون ( (بالكورية: 임세준) )
- دو هان سي ( (بالكورية: 도한세) )
- تشوي بيونج تشان ( (بالكورية: 최병찬) )
- جونغ سو بين ( (بالكورية: 정수빈) )

## ديسكغرفي

### ألبومات الاستوديو
| عنوان                | تفاصيل الألبوم | مخطط الذروة </br> المواقف | مخطط الذروة </br> المواقف | مبيعات       |
| عنوان                | تفاصيل الألبوم | كور </br>                 | JPN </br>                 | مبيعات       |
| -------------------- | --- | ------------------------- | ------------------------- | ------------ |
| الصوت: المستقبل الآن | - صدر: 11 يناير 2021 - التصنيف: Play M Entertainment - التنسيقات: قرص مضغوط ، تنزيل رقمي Track listing 1. Into The Mirror 2. What I Said 3. Circle 4. Chess 5. Up To You 6. All Day 7. Carry On (Kang Seung-sik solo) 8. Eyes On You (Heo Chan solo) 9. Utopia (Lim Se-jun solo) 10. Where Is Love? (Do Han-se solo) 11. Unpredictable 12. Flip A Coin 13. We Stay | 4                         | -                         | - كور: 89960 |

### فيديوهات موسيقية (كورية)
| سنة  | أغنية مصورة                                                    | مخرج      |
| ---- | -------------------------------------------------------------- | --------- |
| 2016 | " (#떨려) (with هوه غاك) ابدأ مرة أخرى" (#떨려) (with هوه غاك) | تقدم MJJ  |
| 2016 | "أنا بخير" (아무렇지 않은 척)                                  | كهف النمر |
| 2016 | "كم الوقت الان؟" (Performance Trailer)                         | كهف النمر |
| 2016 | "ايز ايز"                                                      | كهف النمر |
| 2017 | "واحه"                                                         | كهف النمر |
| 2017 | "لا يُصدق" (말도 안돼)                                          | كهف النمر |
| 2017 | "تذكرني" (나를 기억해)                                         | كهف النمر |
| 2018 | "وقت الحزن" (오월애 / 俉月哀)                                  | غير معروف |
| 2019 | "ليلة الحنين" (그리운밤)                                       | غير معروف |
| 2020 | "عواء" (하울링)                                                | غير معروف |
| 2020 | "ماي داي" (메이데이)                                           | غير معروف |

## روابط خارجية
- ملف تعريف Victon على Play M Entertainment نسخة محفوظة 19 أكتوبر 2019 على موقع واي باك مشين.